# Königsmakrele
Die Königsmakrele (Scomberomorus regalis) ist ein maximal bis 1,8 Meter lang werdender Raubfisch, der in kleinen Schwärmen oder einzeln über steilen Außenriffen nach Schwarmfischen wie Sardinen, Ährenfischen und Heringsartigen, nach Kopffüßern und Krebstieren jagt. Sie ist die Typusart der Gattung Scomberomorus.

## Merkmale
Sie wird für gewöhnlich knapp über 80 cm lang und hat eine schlanke, torpedoförmige Gestalt. Ihre Grundfarbe ist silbrig. Die Körperseiten sind mit kleinen, dunklen Punkten gemustert. Entlang der Seitenlinie ziehen sich einige gelbe Striche und Punkte. Die sichelförmige Schwanzflosse und das erste Drittel der Rückenflosse sind dunkel. Die Seitenlinie verläuft in der ersten Körperhälfte oberhalb der Körperseiten-Mittellinie und strebt kurz vor der zweiten Rücken- und der Afterflosse in einer plötzlichen Kurve unterhalb der Körperseiten-Mittellinie. Die erste Rückenflosse wird von 16 bis 18, meist 17, Flossenstacheln gestützt, die zweite von 16 bis 19 Flossenstrahlen gefolgt von 7 bis 9 Flössel. Die Afterflosse steht der zweiten Rückenflosse symmetrische gegenüber und besitzt 15 bis 20 (meist 18 bis 19) Flossenstrahlen, gefolgt von 7 bis 10, normalerweise 8 Flössel. Die Brustflossen sind beschuppt und werden von 20 bis 24 (meist 21 bis 22) Flossenstrahlen gestützt. Die Königsmakrele verfügt über 47 bis 48 Wirbel, davon 28 bis 29 Schwanzwirbel (Wirbel hinter dem Anus). Eine Schwimmblase fehlt.

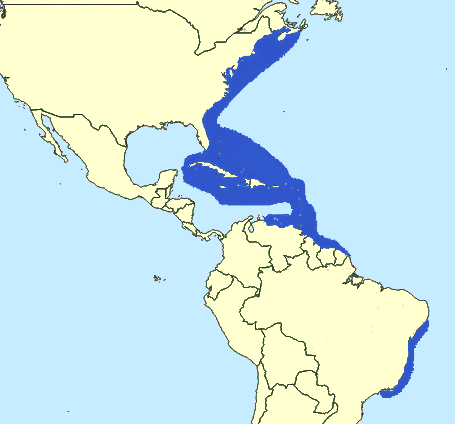
Das Verbreitungsgebiet der Königsmakrele

## Verbreitung
Die Königsmakrele lebt im tropischen und subtropischen westlichen Atlantik von der Küste Massachusetts bis nach Brasilien und in der Karibik. Sie ist am häufigsten im klaren Wasser um Korallenriffe.

## Fortpflanzung
Rund um Puerto Rico vermehrt sich die Königsmakrele das ganze Jahr über, an der California Bank südlich von Jamaika nur von April bis Oktober. Die Eizahl liegt, je nach Größe der Weibchen, zwischen 160.000 und 2,23 Millionen.

## Nutzung
Die Königsmakrele gilt als guter Speisefisch und wird mit Netzen und Angeln gefangen.